# City Homicide : L'Enfer du crime
City Homicide : L'Enfer du crime (City Homicide) est une série télévisée australienne en 84 épisodes de 45 minutes créée par John Hugginson et John Banas et diffusée entre le 27 août 2007 et le 30 mars 2011 sur Seven Network et au Canada à partir de juin 2008 sur Super Channel.
En France, la série a été diffusée à partir du 3 juillet 2009 sur France 3, et sur Action, et au Québec depuis le 2 septembre 2009 sur Séries+.

## Synopsis
Cette série suit les jeunes inspecteurs criminels Simon Joyner, Duncan Freeman, Jennifer Mapplethorpe et Matt Ryan dans leur relation à leur travail et leur vie personnelle et professionnelle.
Avec l'aide du superintendant Bernice Waverley et du sergent Stanley Wolfe, ils essayent de résoudre les homicides les plus brutaux de la ville de Melbourne.

## Distribution

### Acteurs principaux
- Noni Hazlehurst (VF : Pauline Larrieu) : Bernice Waverley
- Shane Bourne (en) (VF : Michel Papineschi) : Stanley Wolfe
- Nadine Garner (VF : Hélène Bizot) : Jennifer Mapplethorpe
- Aaron Pedersen (VF : David Kruger) : Duncan Freeman
- Damien Richardson (en) (VF : Pierre Tessier) : Matt Ryan
- Daniel MacPherson (en) (VF : Alexandre Gillet) : Simon Joyner (saisons 1 à 3, invité saison 4)
- David Field (en) : Terry Jarvis (récurrent saisons 1 et 2, puis régulier)
- Nadia Townsend : Allie Kingston (depuis la saison 3)
- John Adam : Nick Buchanan (depuis la saison 3 épisode 5)

### Acteurs récurrents
- Tasma Walton (en) : Claudia Leigh (2009- )
- Louise Crawford (en) : Karen Hatzic
- Miles Paras : Philippa Stern (2008- )
- Carolyn Bock (es) : Linda Wolfe
- Meredith Penman (es) : Emma Treadgold (2008- )
- Genevieve Morris (en) : Rhonda « Ronnie » Lafferty (2008- )
- Gil Tucker (en) : Sam « Mack the Knife » McIntyre
- Fiona Corke (en) : Judith Welling
- Cameron Nugent : Paul Winston
- Georgie Parker (en) : Deanna Lee (2009- )
- William Jarratt : Josh Waverly (2007-2009)
- Marshall Napier (en) : Wilton Sparkes (2007-2008)
- Mark Hennessy : James Cotton (2007)
- John McTernan (en) : Bill Mulholland (2007)
- Alyce Platt (en) : Lorraine Sparkes (2007)
- Vince Colosimo (en) : Ernie Calbrese (2007)
- Jasper Bagg : Barry Shadow (2007)
- Kat Stewart (en) (VF : Juliette Degenne) : Claire Jackson (2007)

### Invités
- Margot Robbie : Caitlin Brentford (saison 2, épisode 2)
- Rebel Wilson : Sarah Gilbert (saison 3, épisode 15)
- Eliza Taylor : Melissa Standish (saison 4, épisode 6)
- Dena Kaplan : Stéphanie Wolfe (saison 4, épisode 20)
- Luke Arnold : Drew Preston (saison 5, épisode 4)

 Source et légende : version française (VF) sur RS Doublage

## Épisodes

### Première saison (2007)
1. Dans les mains des géants [1/2] (In the Hands of Giants [1/2])
2. Dans les mains des géants [2/2] (In the Hands of Giants [2/2])
3. Figure paternelle (Lie Down With Dogs)
4. Confessions d'un innocent (The Return)
5. Un intrus dans la chambre (Ripe Fruits in the Garden)
6. Scoops (Envelope Day)
7. Morts subites (Baby Love)
8. Victimes associées (Victims of Crime)
9. Le Survivant (Family Planning)
10. Le Mal en nous (The Promised Land)
11. Sniper (Serious Men)
12. Le Grand Nettoyage (Cut and Dried)
13. Jour de repos (Rostered Day Off)
14. Une tombe vide (Raising the Dead)

### Deuxième saison (2008-2009)
1. La Voix du sang (Thicker Than Water)
2. Tête de turc (Somersaulting Dogs)
3. Entre les murs (In House)
4. Témoins indésirables (Taniwha)
5. Sans l'ombre d'un doute (Guilty As Charged)
6. L'Appât du gain (Reward)
7. Jeunesse dorée (Golden)
8. La Vie après la mort (Life After Death)
9. Le Boucher de l'autoroute (Never to Be Released)
10. Jour d'examen (Examination Day)
11. Du sang sur les trottoirs (Oh Lucky Man)
12. Souvenirs de guerre (Spoils of War)
13. Le Procès Pankov (Jury Duty)
14. Cadavre X (Jane Doe)
15. Une sale petite manie (Junkie)
16. Un guide spirituel (Stolen Sweets)
17. Les Oubliés (The Forgotten)
18. Vengeance (A Green Light)
19. Secrets enfouis (House of Horrors)
20. La Passion du métier (The Cutting Edge)
21. L'Effet papillon (Rage)
22. Œil pour œil (Life and Death)

### Troisième saison (2009)
1. The Money Shot
2. Meet & Greet
3. Chop Shop
4. The First Stone
5. Thai Take Away
6. The Confession
7. Little Big Man
8. Time of Your Life
9. Diggers
10. Blood Trail
11. Hot House
12. Baker's Dozen
13. Smokescreen
14. Mission Statement
15. Dead Weight
16. Big Bang Theory
17. In Wolf's Clothing
18. Whistleblower

### Quatrième saison (2010-2011)
1. Aussie! Aussie! Aussie!
2. Good Cop/Bad Cop
3. Flight Risk
4. Protection
5. Ratters
6. Last Seen
7. No Smoke
8. In Harm's Way
9. The Hit
10. Just Desserts
11. Pirates
12. Tomato Can
13. Once Bitten
14. Twilight Zone
15. Reunion
16. Undercover
17. Gut Instinct
18. Killer Moves
19. Ties That Bind
20. Atonement
21. The Price of Love
22. Empowerment
23. The Business of Fear
24. Secret Love

### No Greater Honour (2011)
1. Reward Day, Part I
2. Go Down Swinging, Part II
3. If It Bleeds It Leads, Part III
4. Tangled Web, Part IV
5. Last Man Standing, Part V
6. Ghosts, Part VI